# Rhaphidophora bogneri
Rhaphidophora bogneri — вид квіткових рослин із родини Araceae, роду Rhaphidophora. Це ліана, рідним ареалом якої є Габон.